# Nososticta atrocyana
Nososticta atrocyana là loài chuồn chuồn trong họ Platycnemididae. Loài này được Lieftinck mô tả khoa học đầu tiên năm 1960.